# Río Babahoyo
Der Río Babahoyo ist der 82 km lange linke Quellfluss des Río Guayas im Westen von Ecuador in den Provinzen Los Ríos und Guayas.

## Flusslauf
Der Río Babahoyo entsteht in der Stadt Babahoyo am Zusammenfluss von Río San Pablo und Río Catarama. Er fließt in überwiegend südwestlicher Richtung durch das Küstentiefland im Westen von Ecuador. Am rechten Flussufer befinden sich die Orte Pimocha und Samborondón. Nennenswerte Nebenflüsse sind Río Vinces von rechts sowie Río Chimbo (Río Yaguachi) von links. Der Río Babahoyo erreicht den Ballungsraum von Guayaquil. Am rechten Flussufer liegt La Puntilla, am linken Flussufer Durán. Der Río Babahoyo vereinigt sich schließlich mit dem von Norden kommenden Río Daule zum Río Guayas. Die Straßenbrücke Puente de la Unidad Nacional überspannt den Fluss unmittelbar vor dessen Vereinigung mit dem Río Daule. Der Río Babahoyo besitzt an dieser Stelle eine Breite von 1870 m.

## Hydrologie
Der Río Babahoyo entwässert ein Areal von etwa 19.000 km². Das Einzugsgebiet erstreckt sich über den östlichen Teil des Küstentieflands sowie über die Westflanke der Cordillera Occidental. Der mittlere Abfluss liegt bei etwa 570 m³/s. Damit trägt er 60 Prozent zum Gesamtabfluss des Río Guayas bei. Der Abfluss schwankt saisonal sehr stark. In der Regenzeit ist er um das Sechsfache höher als während der Trockenzeit.

## Fischfauna
Zur Fischfauna des Río Babahoyo gehört u. a. die Barbensalmler-Art Ichthyoelephas humeralis und der Goldsaumbuntbarsch (Andinoacara rivulatus).